# 有你在身旁
《有你在身旁》（君がそばで）為日本女歌手華原朋美的第29張單曲。

## 說明
- 踏出出道第21年全新生涯的2016年首張作品。
- 關於本曲，華原評論：「最初在demo帶中聽到這首曲子時就有『好想現在立刻就唱』那樣地歌詞與旋律都讓我深感共鳴且情緒激動。有種我一邊遙想至今半生所經驗的種種、這首曲子再從中教會我今後人生最重要的事的感覺。在錄音時，與情感同步的我一邊無數次忍住淚水，一邊咀嚼著字句歌唱。我想，聆聽這首歌的各位聽眾，每一個人都能有重新感受到身邊重要之人之寶貴的契機」。

## 收錄歌曲
1. 有你在身旁（君がそばで）
  - 作詞：中嶋ユキノ。作曲：宗本康兵
2. 風的顏色（風の色）
  - 作詞：KWAK YEUNJIN、川江美奈子。作曲：KWAK YEUNJIN
3. 有你在身旁 (Instrumental)
4. 風的顏色 (Instrumental)